# Vilstal bei Marklkofen
Das Naturschutzgebiet Vilstal bei Marklkofen liegt auf dem Gebiet der Gemeinde Marklkofen im niederbayerischen Landkreis Dingolfing-Landau.
Es erstreckt sich nördlich des Kernortes Marklkofen entlang der Vils und des Zitterbaches. Am nördlichen Rand des Gebietes verläuft die DGF 19, am östlichen Rand erstreckt sich der – je nach Stauziel 98 bis 359 ha große – Vilstalsee.

## Bedeutung
Das 171,94 ha große Gebiet mit der Nr. NSG-00220.01 wurde im Jahr 1984 unter Naturschutz gestellt.